# Американский реализм

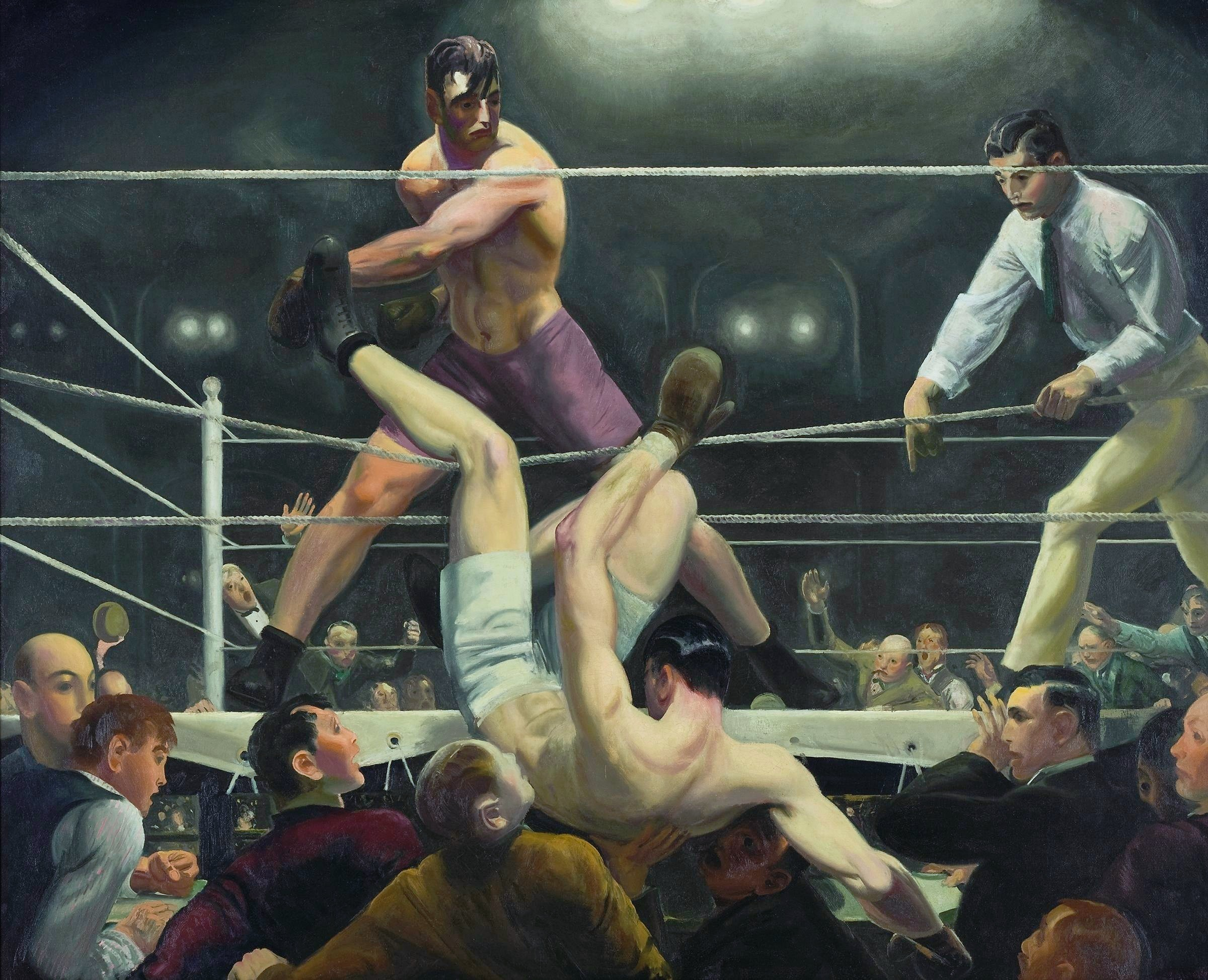
Джордж Беллоуз, Демпси и Фирпо (1924), Музей американского искусства Уитни

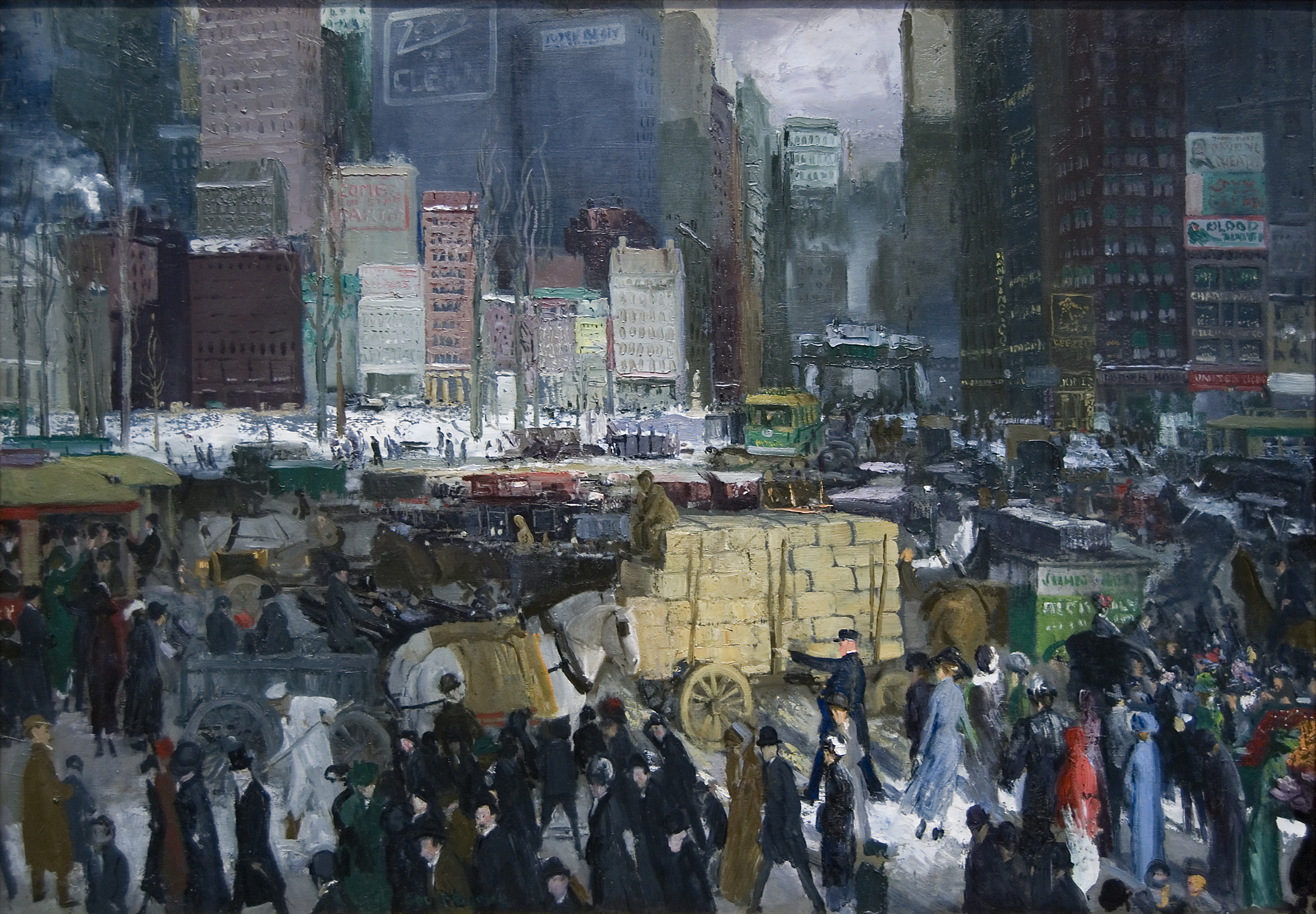
Джордж Беллоуз, Нью-Йорк (1911)

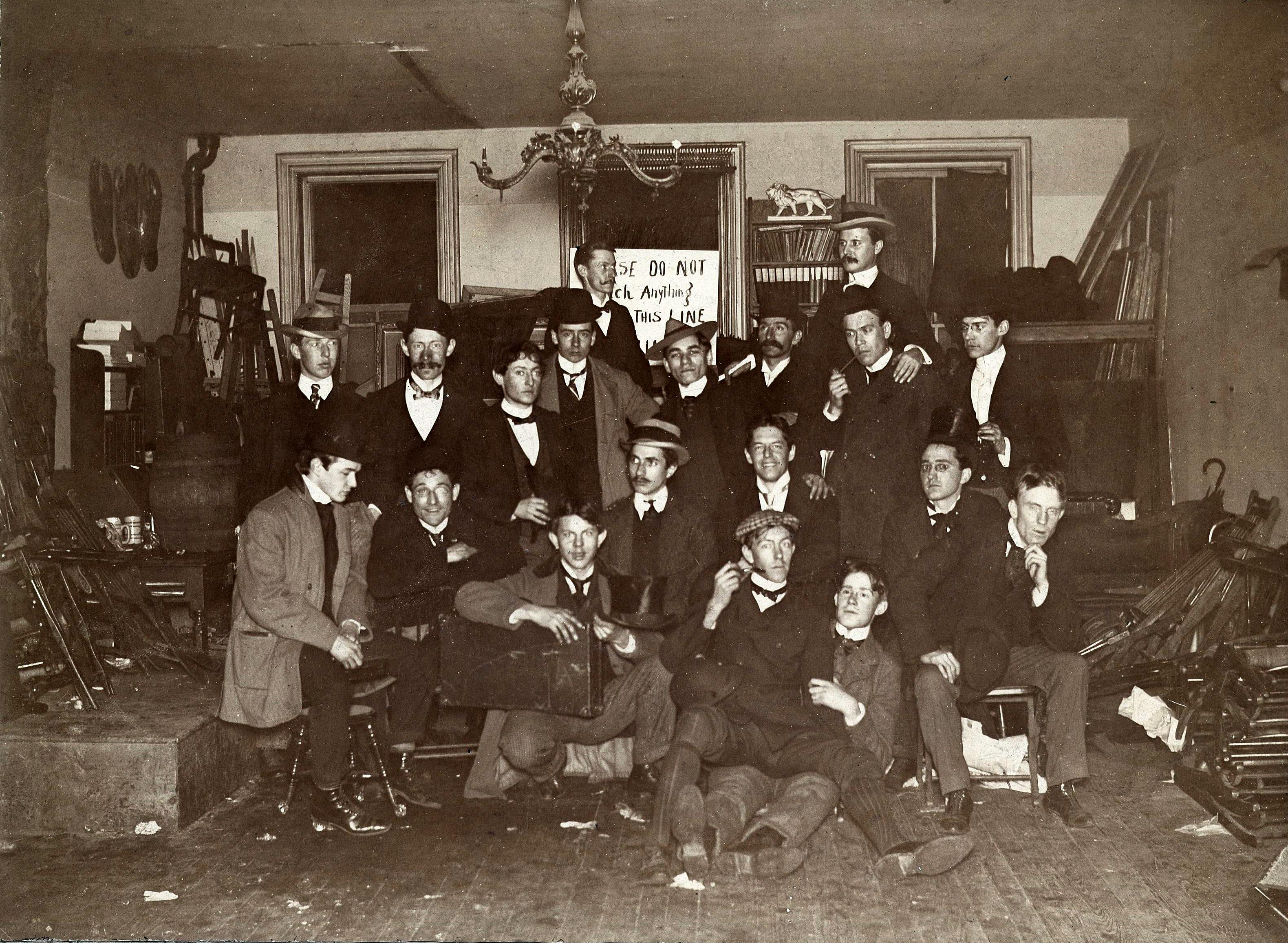
Школа мусорных ведер художников и друзей Джона френча Слоаны. Студия Филадельфии, 1898

Американский реализм — стиль в искусстве, музыке и литературе, изображающий современные социальные реалии в жизни и повседневной деятельности обычных людей. Американский реализм ведет свое начало с литературы середины XIX века и стал важной тенденцией в изобразительном искусстве в начале XX века.
В Америке в начале XX века многие художники испытывали влияние американских художников, таких как Томас Икинс, Мэри Кассат, Джон Сингер Сарджент, Джеймс Макнейл Уистлер, Уинслоу Хомер, Чайльд Хассам, Дж Олден Вейр, Томас Поллок Аншютца, и Уильям Мерритт Чейз. Однако часть из них была заинтересована в создании новых работ, отражающих жизнь города и его жителей.

## Америка в начале XX века

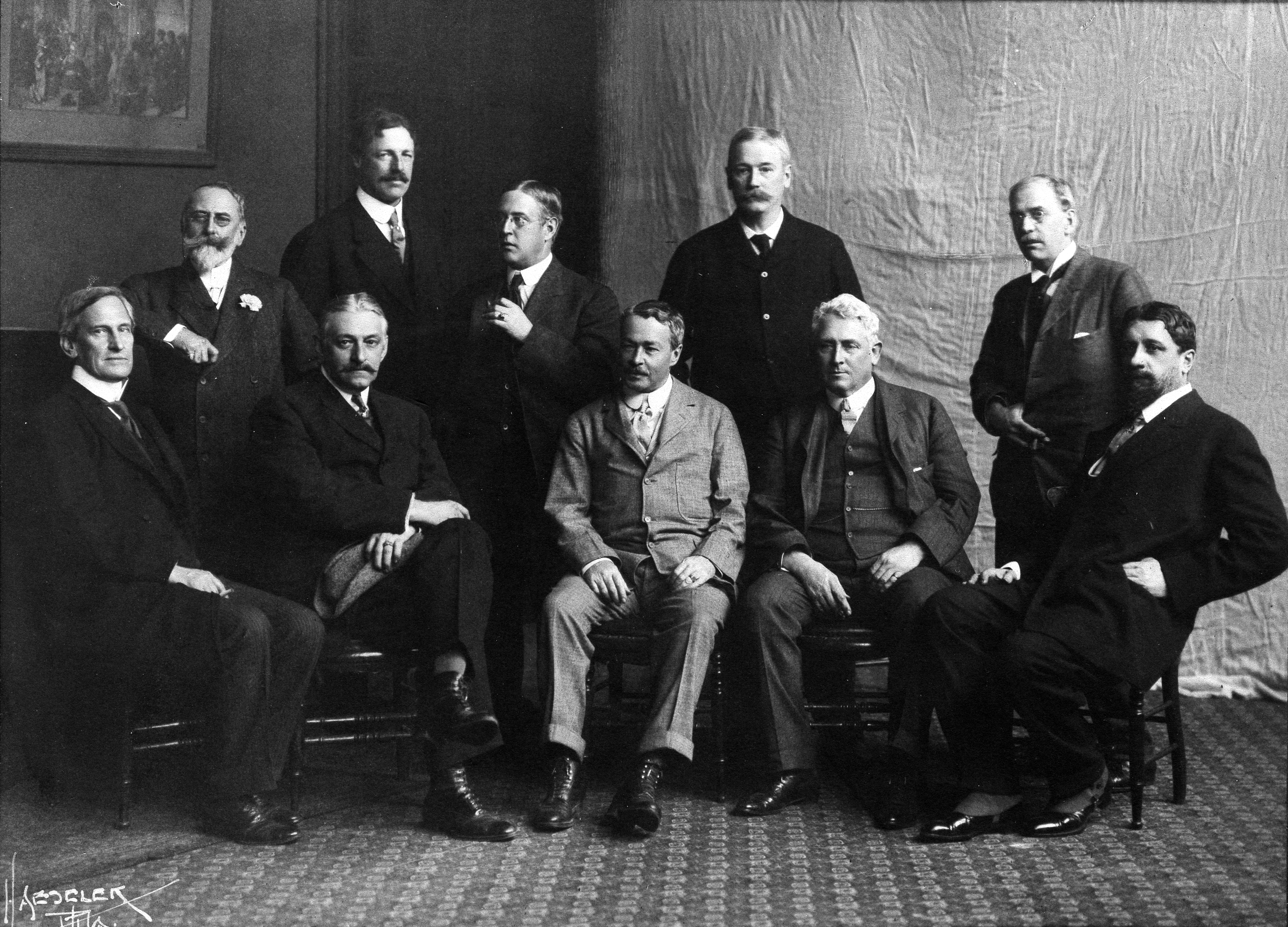
Десять американских художников, 1908 год. среди них Чайльд Хассам, Дж Олден Вейр, Уильям Мерритт Чейз, Роберт Рид, Уиллард Меткалф, Фрэнк Уэстон Бенсон, Эдмунд Чарльз Тарбелл, Томас Уилмер Орошать, Джозеф Декамп, и Эдвард Симмонс.

С конца XIX — начала XX веков Соединенные Штаты испытывали огромные производственные, экономические, социальные и культурные изменения. Непрерывная волна Европейской иммиграции и рост международной торговли привели к росту народного благосостояния американцев. На рубеже XIX и XX веков в живописи США преобладали два направления — импрессионизм и академический реализм. Однако появились художники, желающие показывать в своих картинах реальную жизнь города с её неприкрашенным бытом, детей улиц, проституток, алкоголиков, жизнь многоквартирных домов. Они считали, что живопись может показывать язвы и нищету городской жизни.
Через искусство и художественное выражение (в живописи, литературе и музыке), американский реализм попытался изобразить реальную жизнь людей и окружающую их природу. В своих работах американские художники использовали цвета, текстуры и звуки города. Музыканты отметились свежим и новым темпом в музыке, писатели рассказали новые истории про американцев.
Идеолог движения реализма Роберт Генри требовал от своих учеников, чтобы их «краски были так же реальны, как грязь, как комья лошадиного дерьма и снег зимой на Бродвее». За приверженность к подобным сюжетам это направление в живописи получило прозвище «школа мусорного ведра» или «школа урны для мусора», которое закрепилось за ним и используется в современной искусствоведческой литературе.
В школе мусорных ведер (Ashcan School), также известной как группа Восьми и в группе Десяти американских художников был создан костяк нового американского модернизма в изобразительном искусстве.

## Школа мусорных ведер

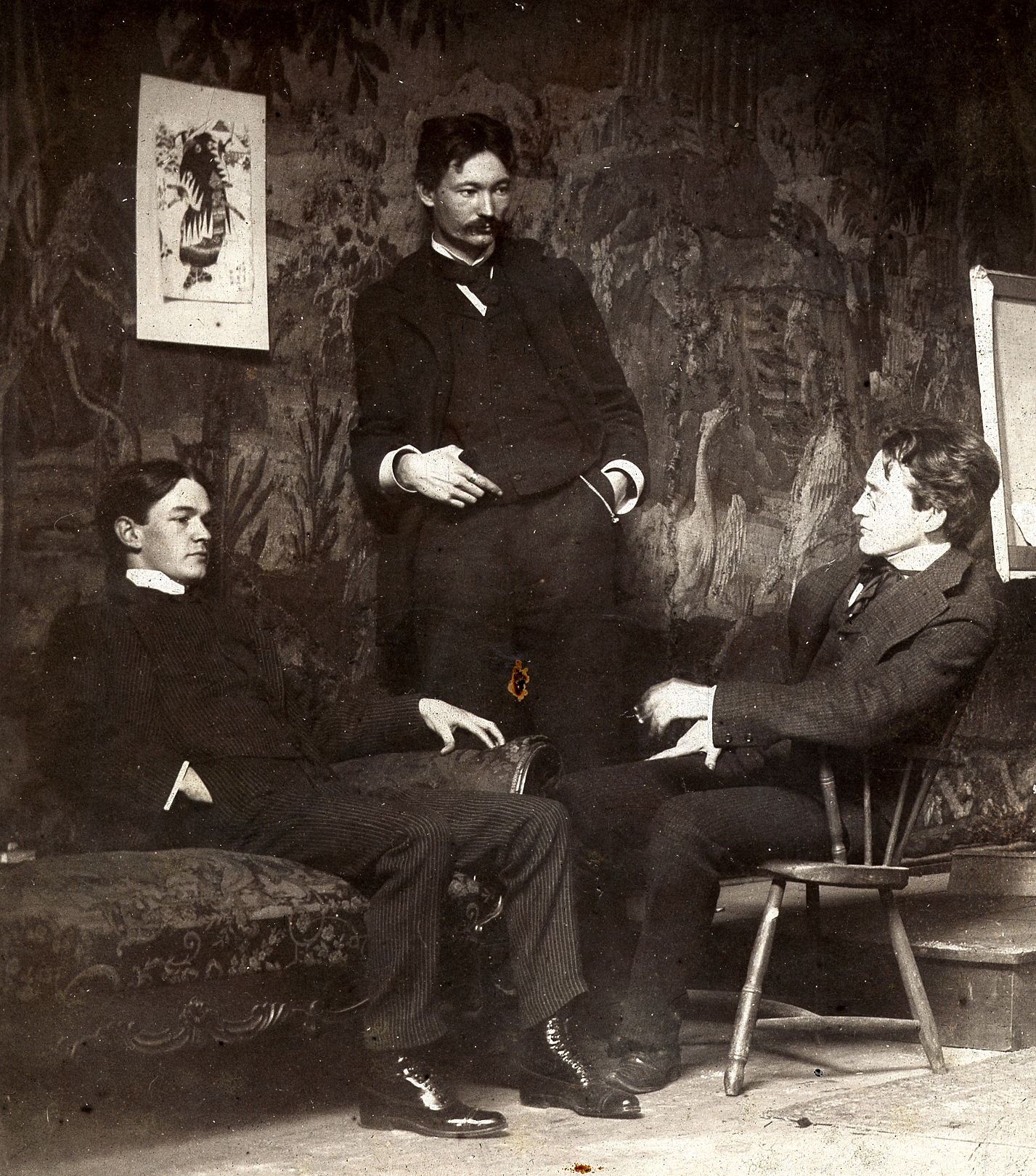
Школа мусорных ведер. 1896, слева-направо, Эверетт Шинн, Роберт Генри, Джон Слоун французский

В Школу мусорных ведер входила группа художников из Нью-Йорка, которые стремились к изображению Нью-Йорка XX века через реалистичные портреты людей в их повседневной жизни. Эти художники предпочитали изображать людей из низшего класса иммигрантов, а не богатых и перспективных светских львиц Пятой авеню. Их также стали называть революционной чёрной бандой и апостолами безобразия.

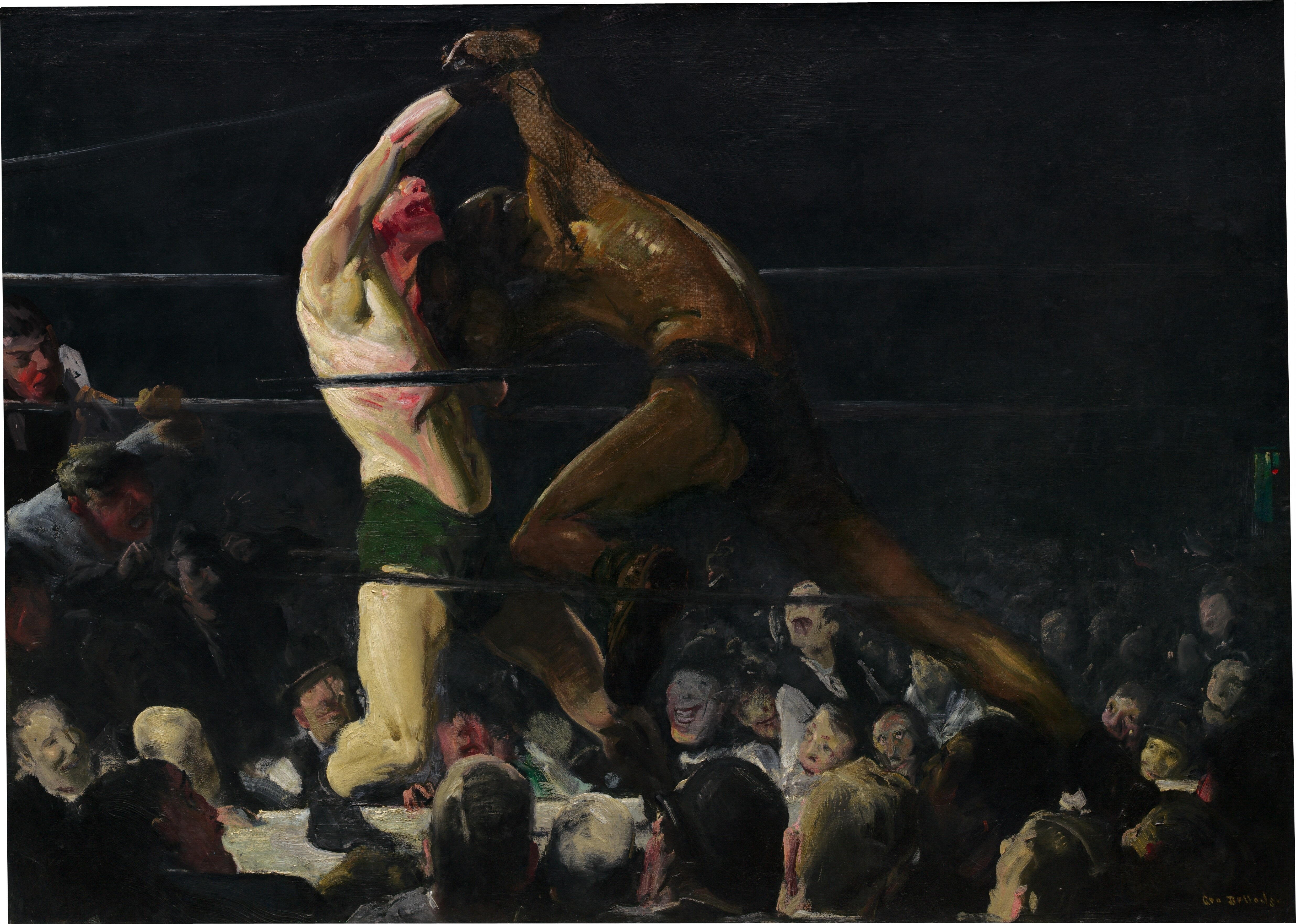
Джордж Беллоуз, 1909, холст, масло, 45 × 63 в. (115 × 160,5 см), Национальная Галерея искусств

### Джордж Беллоуз
Джордж Беллоуз (1882—1925) — мастер изображения городской жизни Нью-Йорка. В его картинах с кровавыми сценами бокса видно и увлечение художника изображением сцен насилия, свойственное и другим членам этого клуба. В его картине под названием Cliff Dwellers изображен обобщенный образ городского пейзажа.
В 1904 году он стал основателем в Нью-Йорке художественной группы Школа Эшкена (Ashcan School), в 1909 году поступил учиться в Национальную академию дизайна. Его наиболее известное полотно «Демпси и Фирпо» (Dempsey and Firpo, Музей американского искусства Уитни) изображает бой боксёров (Беллоуз интересовался спортом). Цветовая гамма и фантазия художника отражают действительную силу и динамику движений атлетов.
Портреты, созданные Беллоузом около 1910 года, показывают жизнь большого американского города — в первую очередь Нью-Йорка. Сотрудничал он и с социалистическом журналом «Массы» (The Masses), но отошёл от него из-за поддержки вступления США в Первую мировую войну.

### Роберт Генри

Роберт Генри, Снег в Нью-Йорке, 1902, холст, масло, Национальная Галерея искусств, Вашингтон, округ Колумбия

Роберт Генри (1865—1921) был художником реалистом, членом школы Ashcan School. Анри любил рисовать сцены из жизни людей. Он изображал лица, незнакомцев, быстро проходящих по улицам больших и малых городов. Работам Анри характерны энергичные и смелые мазки импасто, которые подчеркивают материальность красок. Анри оказал влияние на художников Глакенс (Glackens), Лукс, Шинн и Слоан. В 1906 году он был избран членом Национальной академии дизайна. .

### Эверетт Шинн

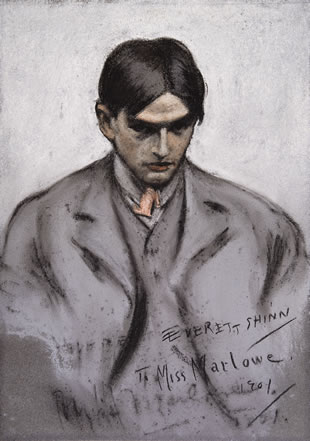
Эверетт Шинн, автопортрет, 1901

Эверетт Шинн (1876—1953) — член Школы мусорных ведер, был самым известным художником, написавшим многочисленные картины Нью-Йорка. Он рисовал также за кулисами театров Лондона, Парижа и Нью-Йорка. Интересуясь городскими сценам жизни, он проводил параллели между театром и людьми в их обыденной жизни. В отличие от Дега, Шинн изобразил взаимодействие между аудиторией и исполнителем.

### Джордж Бенджамин Лакс

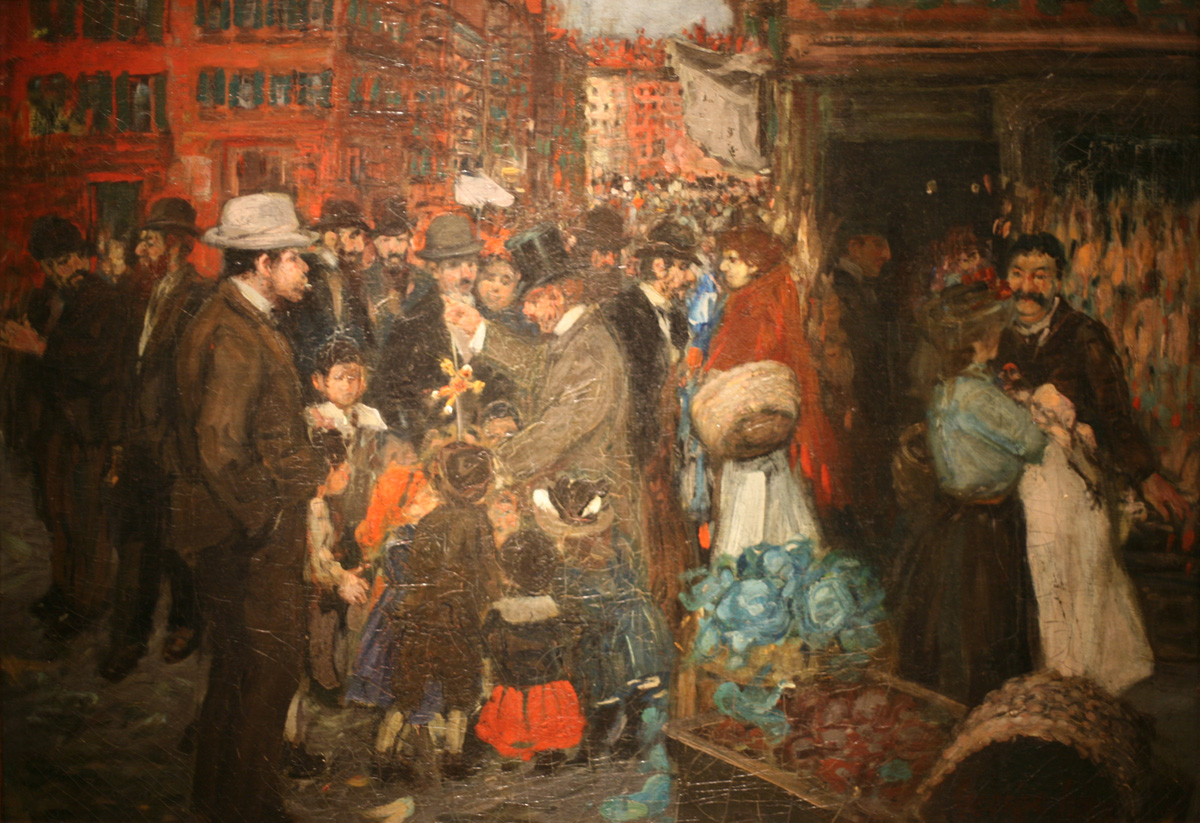
Джордж Б. Люкс, Хестер-Стрит, 1905, Бруклинский Музей

Джордж Б. Люкс (1866—1933) состоял в Школе мусорных ведер. Жил на Нижнем Ист-сайде в Манхэттене. Работая художником в газете, Лакс познакомился с художниками Джоном Слоаном, Уильямом Глакенсом и Эвереттом Шинном. Вместе они сни собирались на еженедельные встречи в студии художника Роберта Генри, обсуждая социальные и интеллектуальные вопросы жизни. Генри, будучи старше своих коллег, призвал их читать художественную литературу современных писателей и знакомиться с работой современных художников.
В 1896 году Лакс переехал в Нью-Йорк, где работал художником в газете New York World Джозефа Пулитцера. Одной из его задач было рисование комиксов «Жёлтый малыш». Несмотря на эту деятельность, Джордж Лакс продолжил общение со своими коллегами по встречам у Роберта Генри, и всё больше внимания уделял живописи. В течение нескольких лет жизни он был членом группы художников «Восемь». Выставлялся во многих городах США; занимался также преподавательской деятельностью.

### Уильям Глакенс

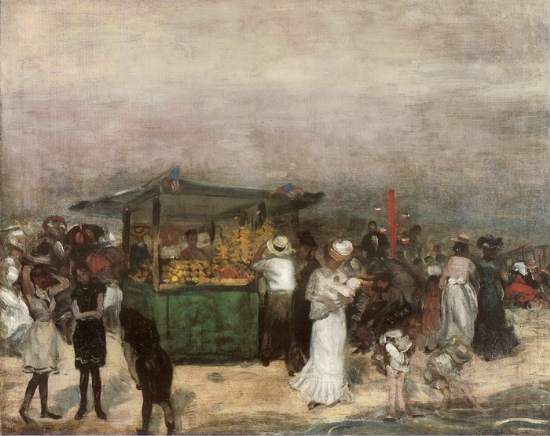
Уильям Глакенс (Glackens), Кони-Айленд Фрукты Стоят, 1898

В начале своей карьеры Уильям Глакенс (1870—1938) был успешным иллюстратором, создававшим многочисленные рисунки и акварели для современных журналов, в которых шутливо изобразил Нью-Йорк в своей повседневной жизни. Позже в жизни он был известен как «Американский Ренуар» за его картины в стиле импрессионизма с видами морского побережья и Лазурного берега.

### Джон Слоун

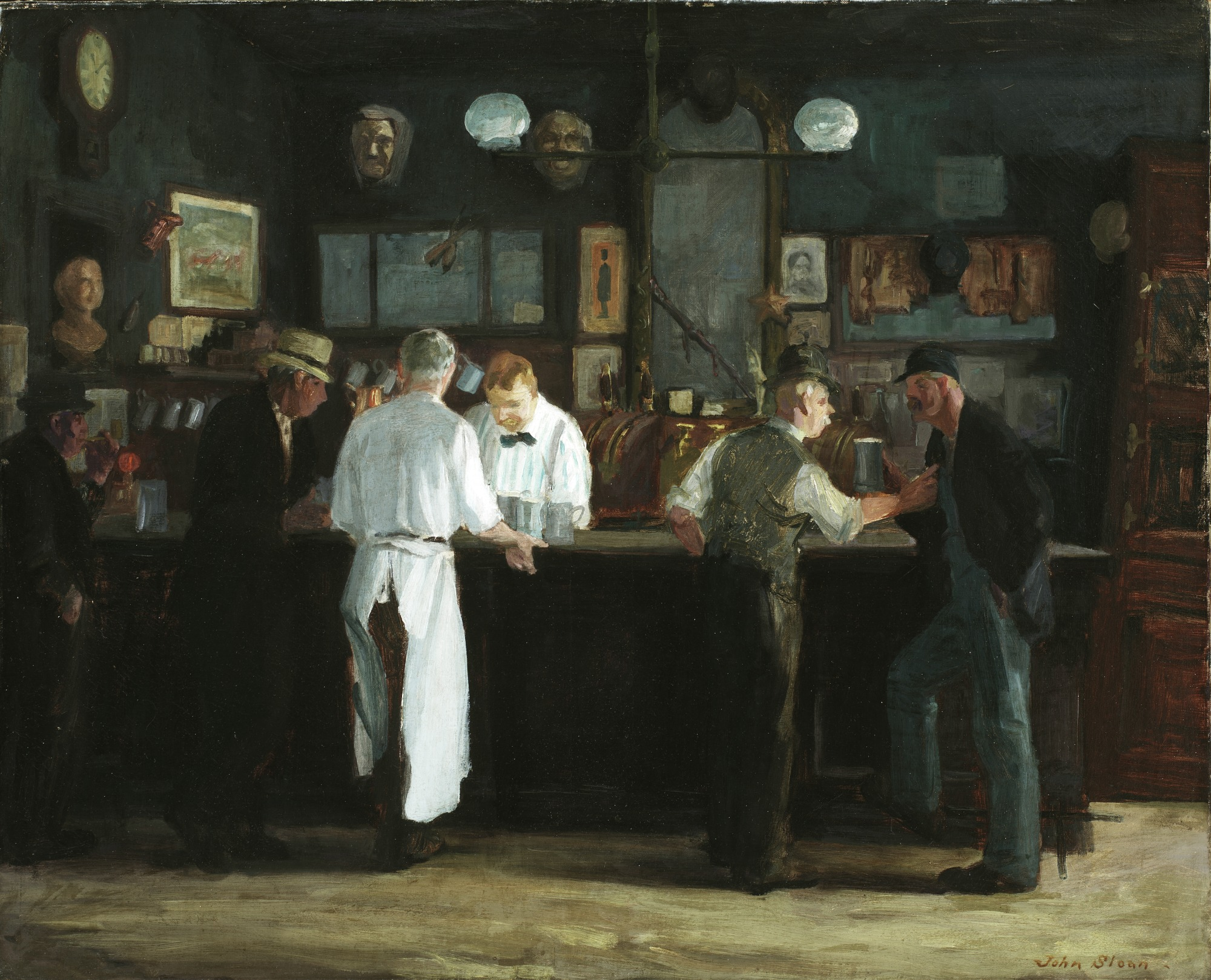
Джон Слоан, Бар Максорли, 1912, Институт искусств Детройта

Джон Слоун (1871—1951) в начале XX века состоял в Школе мусорных ведер. Социальные условия жизни привели его в 1910 году к вступлению в Социалистическую партию. Будучи родом из Филадельфии, он работал с 1904 года в Нью-Йорке. В своих картинах Слоун изобразил досуг рабочего класса с акцентом на женщин. Среди его самых известных работ Площадки для пикников, Воскресенье, женщины, сушка волос.

### Эдвард Хоппер
Эдвард Хоппер (1882—1967) — выдающийся американский художник-реалист, художник-гравер. Он в равной степени владел искусством акварели и гравирования. В его городских и сельских сценах жизни людей отражено его личное видение современной американской жизни.
В 1908 году Эдвард Хоппер принимал участие в выставке организации «Восьмерка» (Роберт Генри и его ученики), но успеха не имел. В 1908—1910 годах изучал искусство в Париже. С 1915 по 1920 годы находился в творческих поисках. Рисунки этого периода были им уничтожены.
К середине 1920-х гг. Хоппер выработал собственную художественную манеру, которой остался верен до конца жизни. В сценах из современной городской жизни (часто выполненных акварелью) им показаны одиноко застывшие, безымянные фигуры, передающие ощущение безысходной отчуждённости и затаённой в повседневном угрозы.
Основным вдохновением Хоппера как художника был город Нью-Йорк и провинциальные американские городки («Мито», «Конструкции Манхэттенский моста», «Восточный ветер над Вихоукендом», «Шахтерский городок в Пенсильвании»).

### Джозеф Стелла
Джозеф Стелла (Joseph Stella; 1877—1946) — американский художник итальянского происхождения, футурист и абстракционист.
В 1896 году переехал из Италии в Нью-Йорк, где изучал медицину и фармакологию. В 1897 году занялся живописью, учился в Студенческой художественной лиге (Art Students League of New York), а затем — в Новой школе дизайна Парсона (Parsons The New School for Design).
В 1910 году уехал в Европу. Жил в Италии, в Париже. Вернувшись в 1912 году в Нью-Йорк, участвовал на авангардистской выставке Эрмори-шоу. В 1923 году Дж. Стелла получил американское гражданство. В период между 1920 и 1930 годами совершил поездки за рубеж. До начала 1920-х годов находился под влиянием футуристов. Затем проходил стадии реализма, сюрреализма и абстрактного искусства. В конце творческой карьеры Дж. Стелла увлекся созданием коллажей малых форм.

### Другие художники
Чарльз Шилер, Джонас Лай, Эдвард Уиллис Редфилд, Джозеф Пеннелл, Леон Кролл, Б. Ю. О. Нордфельдт, Гертруда Кезебир (Käsebier), Альфред Стиглиц, Эдвард Стайхен, Э. Х. Беллок, Голуб, Леон.

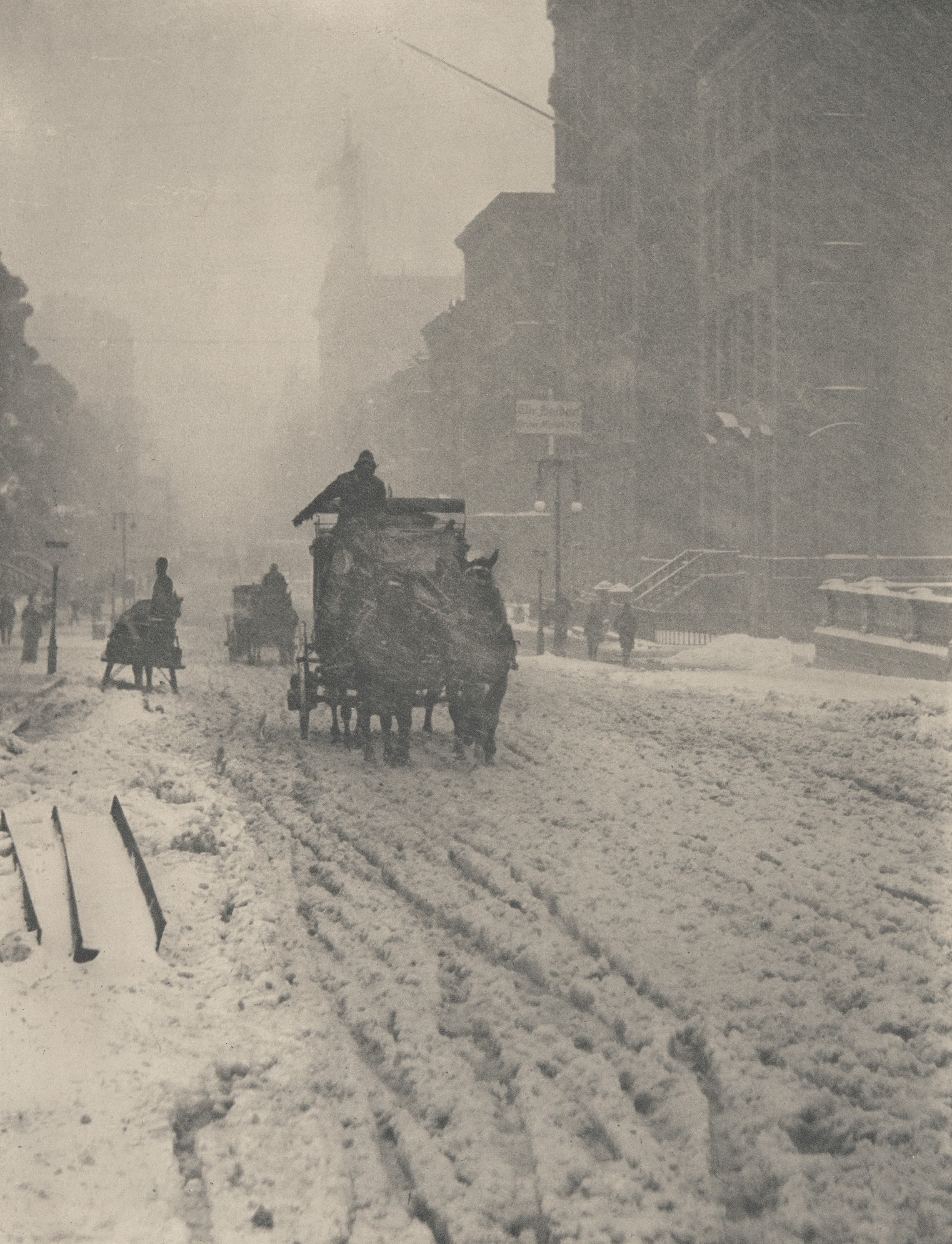
Альфред Стиглиц. Зимой – на Пятой авеню, 1893, фотография
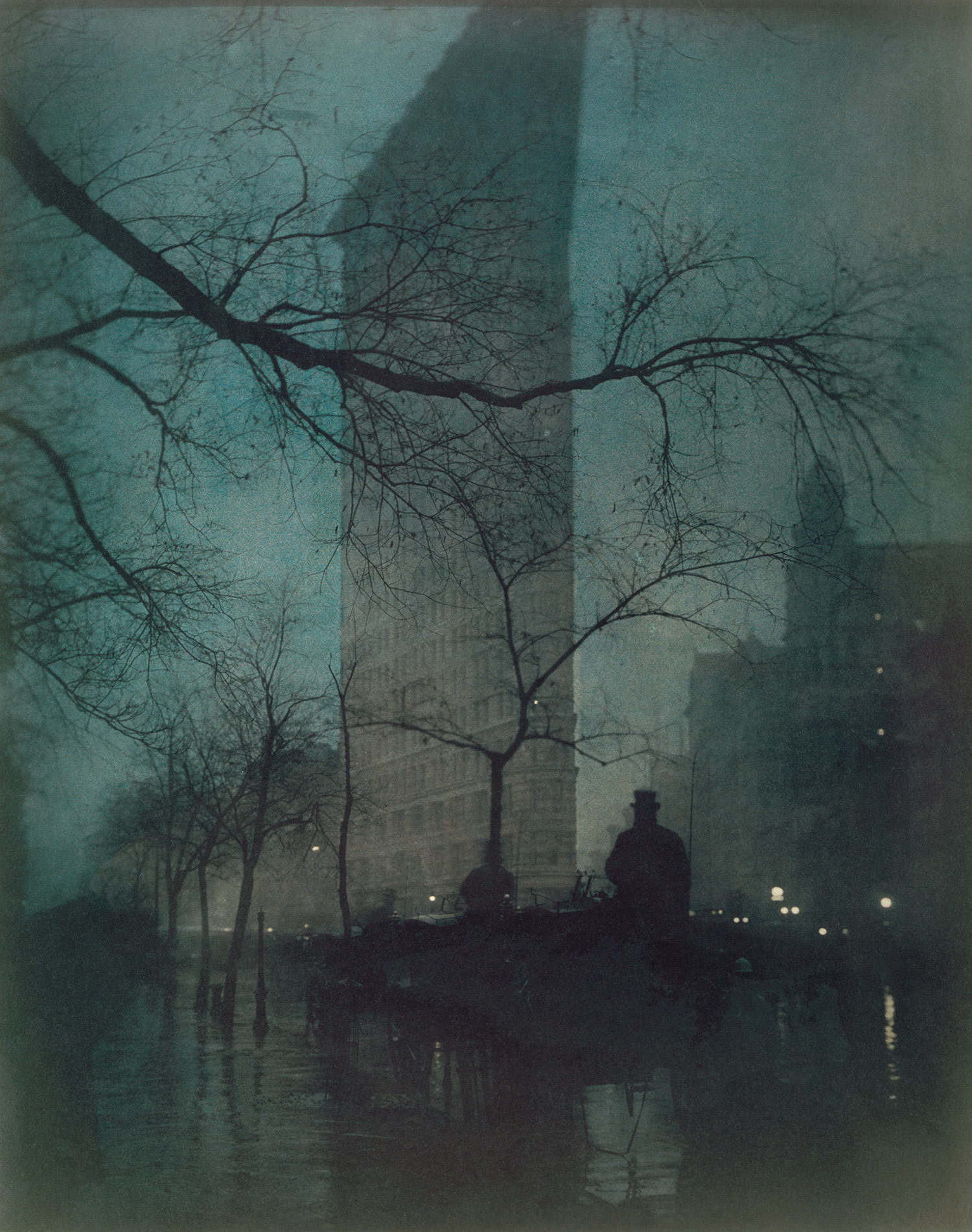
Эдвард Стайхен. Флэтайрон-билдинг, 1904, фотография
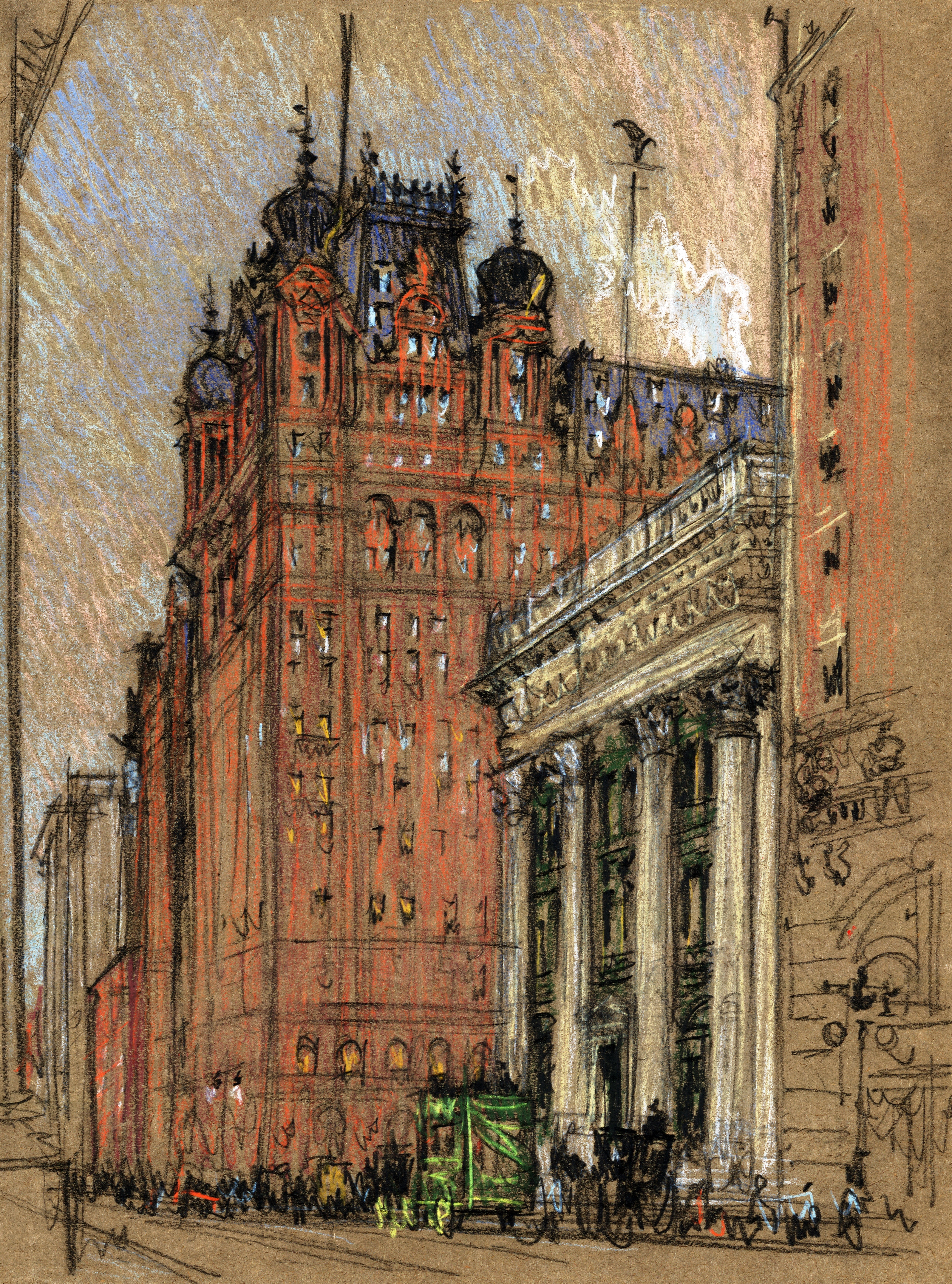
Джозеф Пеннелл. В Уолдорф-Астория, 1904-1908, уголь и пастель на коричневой бумаге
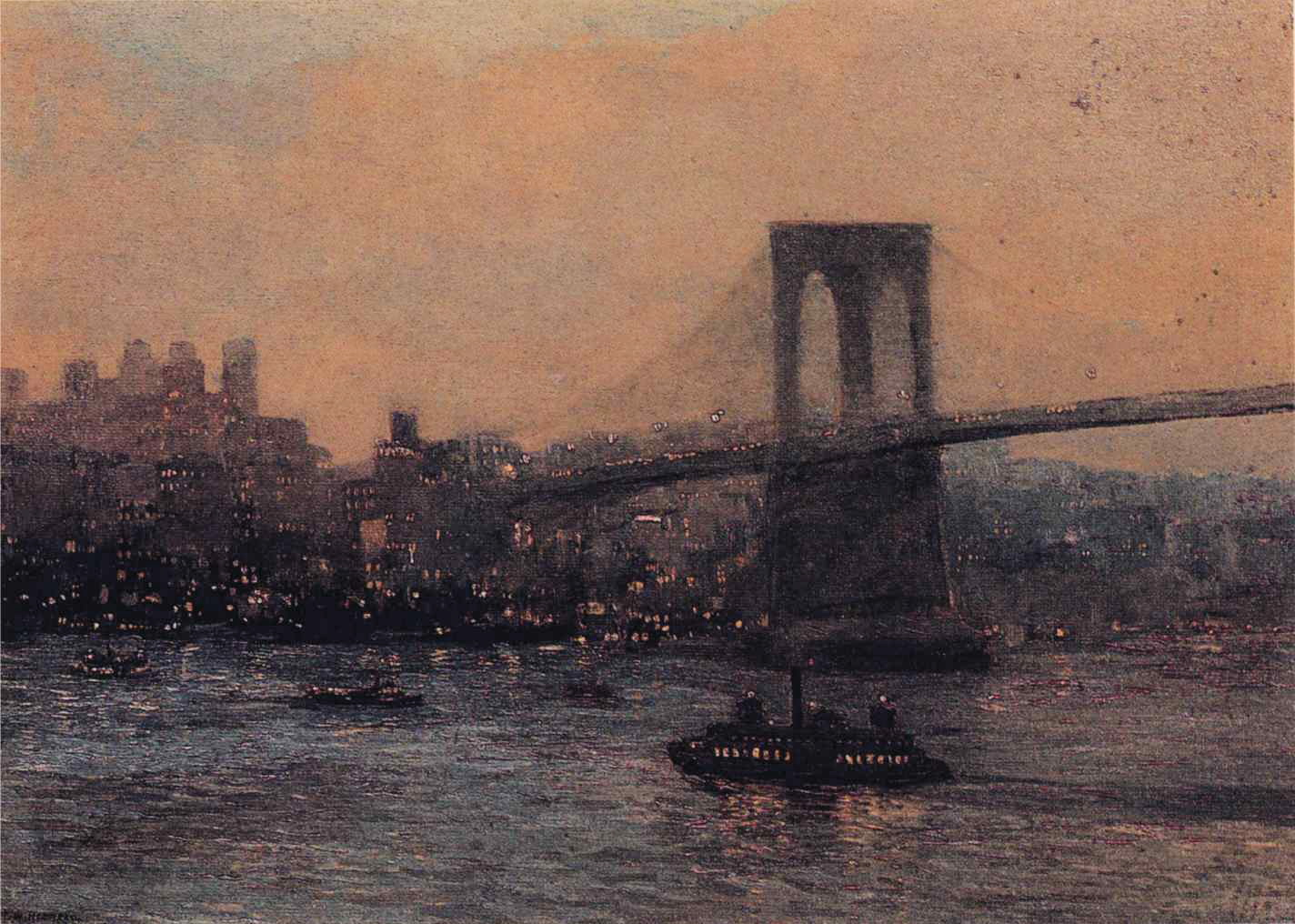
Эдвард Уиллис Редфилд. Бруклинский мост ночью, 1909, холст, масло

## Писатели

### Марк Твен

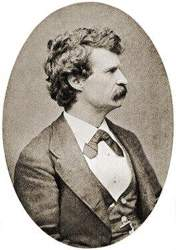
Марк Твен

Сэмюэл Клеменс (1835—1910), более известный под псевдонимом Марк Твен, вырос на Миссисипи в пограничном городке Ганнибал, штат Миссури. В своих произведениях он использовал стиль, основанный на ядреной, реалистичной, живой разговорной американской речи. Твен был первым крупным автором, пришедшим из внутренних районов страны, захватившим с собой отличительный, юмористический сленг районов страны. Для Твена и других американских писателей конца XIX века, реализм был не просто литературным приемом: это был способ говорить правду. Твен известен его произведениями о Томе Сойере и приключениях Гекльберри Финна.
Популярны также его произведения «Принц и нищий», «Янки из Коннектикута при дворе короля Артура», сборник автобиографических рассказов «Жизнь на Миссисипи». Марк Твен начинал свою карьеру с простых юмористических куплетов, а заканчивал полными тонкой иронии очерками человеческих нравов, остро-сатирическими памфлетами на социально-политическую тематику, философски-глубокими и пессимистическими размышлениями о судьбах народов.

### Стивен Крейн
Стивен Крейн (1871—1900), родился в Ньюарке, Нью-Джерси. Он известен в первую очередь журналист, который также писал фантастику, эссе, стихи, пьесы. Крейн видел жизнь в её трущобах и на полях сражений. Его роман «Алый знак доблести», был опубликован с большим успехом в 1895 году. Как защитник простых людей, реалист и символист Крейн написал роман Мэгги: девочка улиц (1893). Это один из лучших его натуралистических романов. Мэгги, выросшая в бедной семье пьющих родителей вынужденно становится проституткой и кончает от безысходности жизнь самоубийством.

### Уильям Дин Хоуэллс
Уильям Дин Хоуэллс (1837—1920) писал фантастику и очерки в стиле реализма. Его идеи о реализме в литературе развивались параллельно с его социалистическими взглядами. В качестве редактора журнала Атлантик и журнала Харпера, будучи автором таких книг, как Современный экземпляр и Подъем Сайлас Лэфэму, Хоуэллс оказал сильное влияние и сыграл важную роль в развитии метода реализма.

### Горацио Элджер, младший
Горацио Элджер-младший (1832—1899) был плодовитым американским писателем XIX века, автором романов, в которых описаны приключения его героев — чистильщиков сапог, газетчиков, разносчиков, уличных музыкантов и обездоленных детей. Его роман Рваный Дик был очень популярен в свое время.
При жизни его творчество оценивалось читателями высоко, а его произведения хорошо продавались; общее число изданных экземпляров его книг оценивается в двадцать миллионов.

### Другие писатели
- Джон Стейнбек
- Фрэнк Норрис
- Теодор Драйзер
- Аптон Синклер
- Джек Лондон
- Эдит Уортон
- Генри Джеймс

## Журналистика

### Джейкоб Риис

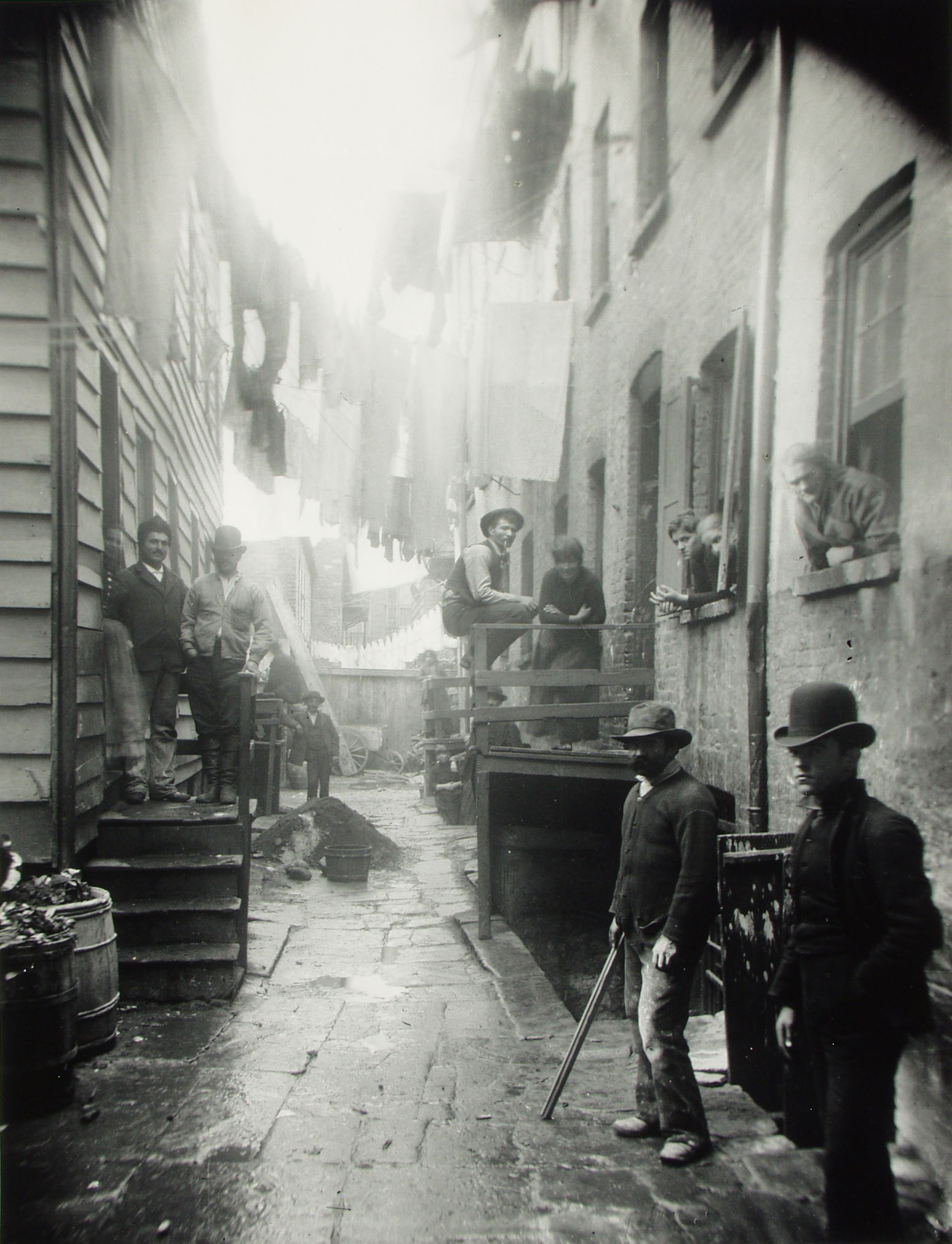
Джейкоб Риис, Бандитский Насест, 1888, Малберри-Стрит считается наиболее криминогенным районом Нью-Йорка.

Якоб август Риис (1849—1914) — датско-американский «выгребатель мусора» журналист, фотограф и реформатор, родившийся в Рибе, Дания. В нём сочетаются дарования фотографа и журналиста. Он помог с реализацией модели « доходных домов» в Нью-Йорке. Как один из первых фотографов, использовавшим фото вспышку, он считается пионером в области фотографии.

### Арт Янг
Арт Янг (1866—1943) — американский карикатурист и писатель. Он известен своими социалистическими мультфильмами, созданными с 1911 по 1917 годы. Art Young начинал общественную работу как Республиканец, но постепенно увлекся левыми идеями и к 1906 году он считал себя социалистом. К 1910 году он стал борцом против расовой и половой дискриминации, несправедливости капиталистической системы. Эти темы стали самыми распространенными темами в его творчестве.
В 1915 году в качестве корреспондента художник побывал на Балканском фронте. На страницах журнала «Мэссиз» печатались его рисунки. Его рисунки углем, тушью, созданные в 10-е годы показывают грустную и тяжелую жизнь простых людей. В США его называют живописцем улицы.

## Музыка

### Джеймс А. Блэнд
Джеймс А. Блэнд (James Allen Bland) (1854—1919) был первым выдающимся афроамериканским композитором Известна его баллада Отвези меня в старую Виргинию, песни Вечером при лунном свете и Золотые тапочки, хиты Утром, в ярком свете и Золотая свадьба. Блэнд написал большую часть своих песен с 1879 по 1882 год. В 1881 году он уехал из Америки в Англию.

### У. К. Хэнди
У. К. Хэнди (1873—1958) — блюзовый композитор и музыкант, известный как «Отец блюза». Хэнди остается одним из самых влиятельных американских композиторов. Он также любил народную музыкальную форму, вывев собственное к ней прикосновение. В 1918 году Уильям Хэнди опубликовал антологию блюза и антологию спиричуэлс. Наиболее известная его книга, «Blues: An Anthology», была издана в 1926 году.
В 1920-х годах Уильям Хэнди выступал с оркестрами, помогал многим известным джазменам: Джелли Ролл Мортону, Генри «Ред» Аллену и др. К этому времени у него начались проблемы с глазами, из-за чего он стал меньше выступать и сосредоточился на записях музыки. К 1940-х годам он полностью потерял зрение, закончив свою музыкальную карьеру.

### Скотт Джоплин
Скотт Джоплин (около июня 1867 и января 1868 — 1 апреля, 1917) — американский музыкант и композитор музыки регтайма. Он считается одним из трех самых значительных композиторов классического регтайма, вместе с Джеймсом Скоттом и Джозефом Лэмбом. Его музыка пользуется популярностью, особенно его самое известное произведение «Конферансье», которое звучит в фильме «Афера» (1973).

### Другие музыканты
Джордж М. Коэн, Джон Филип Суза, Ирвинг Берлин

## Магический реализм
В 1930—1950-х годах в США получил развитие Магический реализм, представляющий собой художественное течение, адаптированное к вкусам американской публики. Магический реализм зародился в Нью-Йорке. Произведения этого стиля имели эпатирующий характер, для них характерна, откровенность, доходящая до карикатурности изображения, при этом реальность напоминала галлюцинации. Представителями этого направления были художники П. Блюме и Дж. Тукер (George Clair Tooker).
Наиболее известными картинами художника Дж. Тукера являются «Метро» (1950, Уитни Музей американского искусства, Нью — Йорк) и «Бюро правительства» (1956, Музей Метрополитен), «Зал ожидания» (1957, Смитсоновский музей американского искусства, Вашингтон). Тукер в 1968 году был избран членом Национальной академии дизайна, был членом Американской академии искусств и литературы. В 2007 году он был награждён Национальной медалью искусств. Предметы на его картинах изображены естественно, как на фотографии, но изображения используют плоские тона, неоднозначную перспективу и тревожные сопоставления приснившийся реальности.